# クラーク数
クラーク数（クラークすう、英: Clarke number）とは地球上の地表付近に存在する元素の割合を質量パーセント濃度で表したものである。一番多いのは酸素で、ケイ素、アルミニウム、鉄の順に続く。「クラーク数」ということばは人によって意味が違い、紛らわしいため使われなくなった。似たようなことばとして「地殻中の元素の存在度」がある。

## 概要
アメリカ合衆国の地球化学者フランク・ウィグルスワース・クラーク（Frank Wigglesworth Clarke、1847年 - 1931年）らは地殻中の元素の存在度(元素の割合)を推定するにあたり、
1. 『地殻』("The Earth's crust"。ここでは地球表層部の意味)は地表部付近からおおよそ海水面下10マイル(16km)までと推定する
2. 岩石圏（"lithosphere"="rocky crust"。質量パーセントで93.06%を占める）、水圏（同じく6.91%）、気圏（同じく0.03%）の3つの値を合計する
3. 岩石圏での物質の割合は95%の火成岩、4%の頁岩、0.75%の砂岩、0.25%の石灰岩より成ると仮定する

という手法を用いた。1889年から何度か数値を改訂しており、クラークらによる最新版(1924年版)では火成岩の平均組成(元素の割合)は5,159個の試料の分析値の平均から推定している。のちにソ連の地球化学者アレクサンドル・フェルスマンはクラークの業績をたたえて、元素の存在度(割合)のことを「クラーク」と呼ぶことを提案した。日本でも少なくとも1931年までには「クラーク数」という用語が使われだした(例.)。いっぽうアメリカ地質調査所(USGS)では、フェルスマンの呼称提案を紹介した報告書内ですら"clarke"のようなエポニムは使っておらず、"relative abundance (of the elements)"という言い方をしている。
日本語での用語は「クラーク『数』」であって、「クラーク『定数』」という用語はない(にない)。数値は推定条件によってまちまちなので、定数ではない。クラークが推定した値とも限らない。
日本で1938年から1990年代まで「クラーク数」と称してよく使われた数値(理科年表, 使用例:,,)も岩石圏16km+水圏+気圏の合算値である。しかしその値はクラークのいずれの版の数値とも異なり、フェルスマンとも異なる。この数値は木村健二郎によるもので、のちにアメリカ地質調査所が編纂した主要推定値一覧には掲載されておらず日本独特の数値である。
理科年表は1925年発行の第1冊からクラーク1922年版の元素存在度数値を掲載しているがこの時点では「クラーク数」の呼称はしていない。1936年発行の第13冊でG.ベルクの数値(の多少訂正版)に差し換えた時点で初めて「クラーク数表」という副題が付いたので、結果的に「クラーク数表」にクラーク自身の数値が掲載されたことは一度もない。
元々のフェルスマンの用語「クラーク」は単に「元素の相対存在度」という意味であって、対象物は規定していなかった。一個の岩石内の成分についてでもよいし地殻全体の成分についてでもよい。着目量は質量比でも原子個数比でもよい。そのためもあって「クラーク数」という用語は話者によって定義がまちまちになりうる。例:
- 単なる「元素の相対存在度」と同義語として、任意の対象物に使う
- 地殻中の元素の存在度と同義語とみなす
  - 「地殻」(あるいはリソスフェア等)の概念は時代に応じて更新する
  - 「地殻」をクラーク当時と同様「地表下一定の距離で近似」のみに限定する
    - 「地殻は地表下10マイルで近似」のみに限定する
      - 岩石圏に加えて水圏・気圏も含めた値のみに限定する
        - 木村健二郎1938年版[8]の数値を定数のようにみなす

このことから混乱が生じたため1980年代以降は避けられている。また「地殻」を地表下10マイルで近似する科学的意義が薄れ、この手法で得た数値も使われなくなった。

## 具体例
上位2つの元素である酸素とケイ素は主にケイ酸塩として岩石中に大量に存在する。第3位のアルミニウムはイオン化傾向が大きいため、天然では単体では存在せず、長石などのケイ酸塩、酸化物、粘土鉱物などの化合物として存在している。第4位の鉄は地表付近にも2価および3価の原子価の状態で輝石などのケイ酸塩および磁鉄鉱のような酸化物などとして多く存在しているが、多くは金属または硫化物などとして地球中心部の核に存在している。
また地殻ではカルシウムおよびマグネシウムのようなアルカリ土類金属は主に長石および輝石として、ナトリウムおよびカリウムのようなアルカリ金属は主に長石として存在するが、地球全体の質量の約67%を占めるマントルは主にかんらん岩の組成から成ると推定されるため、マグネシウムが多くなる。このためCIコンドライトの分析結果に基いて推定された、地殻深部、マントル、核まで含めた地球全体に存在する元素の割合を重量パーセントで表すと、鉄が34.63%と第1位となり、これに酸素（29.50%）、ケイ素（15.20%）、マグネシウム（12.70%）と続く（B. Mason (1966) による）。
ちなみにクラーク数順序の暗記法として「おっしゃられて貸そうかマ」：O（お）、Si、Al（しゃられ）、Fe（て）、Ca（か）、Na（そう：ソーダ）、K（か）、Mg（マ）で8番目まで覚えることができる。ついでに「提供は日立」：H（ひ）た、Ti（ち）で10番まで語呂合わせできる。
| 順位 | 元素           | [ 要出典 ] |
| ---- | -------------- | ---------- |
| 1    | 酸素           | 49.5       |
| 2    | ケイ素         | 25.8       |
| 3    | アルミニウム   | 7.56       |
| 4    | 鉄             | 4.70       |
| 5    | カルシウム     | 3.39       |
| 6    | ナトリウム     | 2.63       |
| 7    | カリウム       | 2.40       |
| 8    | マグネシウム   | 1.93       |
| 9    | 水素           | 0.83       |
| 10   | チタン         | 0.46       |
| 11   | 塩素           | 0.19       |
| 12   | マンガン       | 0.09       |
| 13   | リン           | 0.08       |
| 14   | 炭素           | 0.08       |
| 15   | 硫黄           | 0.06       |
| 16   | 窒素           | 0.03       |
| 17   | フッ素         | 0.03       |
| 18   | ルビジウム     | 0.03       |
| 19   | バリウム       | 0.023      |
| 20   | ジルコニウム   | 0.02       |
| 21   | クロム         | 0.02       |
| 22   | ストロンチウム | 0.02       |
| 23   | バナジウム     | 0.015      |
| 24   | ニッケル       | 0.01       |
| 25   | 銅             | 0.01       |